# Acnida
- Commons
- Wikispecies

Acnida é um género botânico pertencente à família Amaranthaceae.

## Sinonímia
- Amaranthus L.

## Classificação do gênero
| Sistema | Classificação                    | Referência               |
| ------- | -------------------------------- | ------------------------ |
| Linné   | Classe Dioecia, ordem Tetrandria | Species plantarum (1753) |
| Linné   | Classe Dioecia, ordem Pentandria | Genera plantarum (1754)  |